# Waldemaro Bartolozzi
Waldemaro Bartolozzi (* 26. Oktober 1927 in Scandicci; † 16. Dezember 2020) war ein italienischer Radrennfahrer und Sportlicher Leiter im Radsport.

## Sportliche Laufbahn
Bartolozzi erhielt 1949 einen Vertrag im Team Bartali-Gardiol, dessen Kapitän Gino Bartali war. Er war jedoch noch Unabhängiger, konnte so auch an bestimmten Rennen der Amateure teilnehmen. So gewann er die Amateurausgabe der Lombardei-Rundfahrt, den Piccolo Giro di Lombardia, im Herbst 1950. 1951 war er für das Team Atala zum ersten Mal am Start des Giro d’Italia, den er insgesamt neunmal bestritt und dabei achtmal ins Ziel kam. Sein bestes Resultat hatte er 1956 mit dem 9. Platz im Gesamtklassement. 1952 und 1956 wurde er italienischer Meister im Straßenrennen der Unabhängigen. Die Rennserie Trofeo dell’U.V.I. gewann er 1952. 1959 gewann er die Rundfahrt durch die Provinzen Calabriens (Giro Provincia Reggio Calabria) und wurde 57. der Tour de France. Mit Ausnahme der Flandern-Rundfahrt bestritt er alle Monumente des Radsports, zum Teil mehrfach. Sein bestes Resultat bei diesen Rennen war der 6. Platz in der Lombardei-Rundfahrt 1952.

## Berufliches
Nach seiner aktiven Laufbahn wurde er Sportlicher Leiter in verschiedenen Radsportteams wie Filotex, Sanson, Gis-Gelati, Del Tongo und Mapei, in denen u. a. Franco Bitossi, Francesco Moser und Moreno Argentin fuhren.